# 金瑞龍
金瑞龍（1969年7月15日—），臺灣新竹市人，中華民國政治人物、中國國民黨黨員。景文科技大學專科、醒吾科技大學行銷與流通管理碩士畢業，曾任第5至7屆臺北縣中和市瑞穗里里長、第8屆臺北縣中和市市民代表、第1屆新北市議員，現任第3-4屆新北市議員。

## 個人背景
出生於台灣新竹市，成長於新北市中和地區，就讀積穗國小、海山國中、中華中學，一路讀到景文科技大學專科畢業；而後持續於醒吾科技大學進修，取得行銷與流通管理碩士學位。
他自年輕時就投入公眾服務，在26歲時當選台北縣中和市瑞穗里里長，後當選台北縣中和市市民代表及新北市議員，亦曾擔任新北市政府顧問、新住民家庭關懷協會理事長；他的妻子陳美華也是中和區瑞穗里里長。

## 政治參與
2010年，參選首屆新北市議員，此次是原台北縣升格為直轄市後的第1次選舉，順利當選該屆市議員。2014年時欲連任卻因抹黑而成為落選頭。2018年時再次參選，以全國最高票當選，其後連任至今。

## 選舉紀錄
| 年度 | 選舉屆數               | 選舉區           | 所屬政黨   | 得票數 | 得票率 | 當選標記 | 備註   |
| ---- | ---------------------- | ---------------- | ---------- | ------ | ------ | -------- | ------ |
| 2006 | 第八屆中和市民代表選舉 | 中和市第四選舉區 | 中國國民黨 | 4,463  | 11.87% |          | [ 10 ] |
| 2010 | 第一屆新北市議員選舉   | 新北市第五選舉區 | 中國國民黨 | 23,444 | 10.15% |          |        |
| 2014 | 第二屆新北市議員選舉   | 新北市第五選舉區 | 中國國民黨 | 21,159 | 10.29% |          |        |
| 2018 | 第三屆新北市議員選舉   | 新北市第五選舉區 | 中國國民黨 | 42,673 | 19.77% |          |        |
| 2022 | 第四屆新北市議員選舉   | 新北市第六選舉區 | 中國國民黨 | 29,395 | 15.09% |          |        |

## 外部連結
- 金瑞龍的Facebook專頁